# Mondéjar (kommunhuvudort)
Mondéjar är en kommunhuvudort i Spanien.   Den ligger i provinsen Provincia de Guadalajara och regionen Kastilien-La Mancha, i den centrala delen av landet, 50 km öster om huvudstaden Madrid. Mondéjar ligger 821 meter över havet och antalet invånare är 2 621.
Terrängen runt Mondéjar är platt åt sydost, men åt nordväst är den kuperad. Runt Mondéjar är det glesbefolkat, med 9 invånare per kvadratkilometer. Närmaste större samhälle är Nuevo Baztán, 12,5 km väster om Mondéjar. Trakten runt Mondéjar består till största delen av jordbruksmark.